# Chrząszcze drapieżne Paragwaju
Chrząszcze drapieżne Paragwaju – ogół taksonów owadów z podrzędu chrząszczy drapieżnych (Adephaga), których występowanie stwierdzono na terenie Paragwaju.
lista nie jest kompletna

## Hydradephaga

### Flisakowate(Haliplidae)
W Paragwaju stwierdzono m.in.:
- Haliplus bachmanni
- Haliplus crassus
- Haliplus drechseli
- Haliplus gravidus
- Haliplus indistinctus
- Haliplus ornatipennis